# Europa de Nord
Europa de Nord este o regiune în Europa care cuprinde următoarele țări:

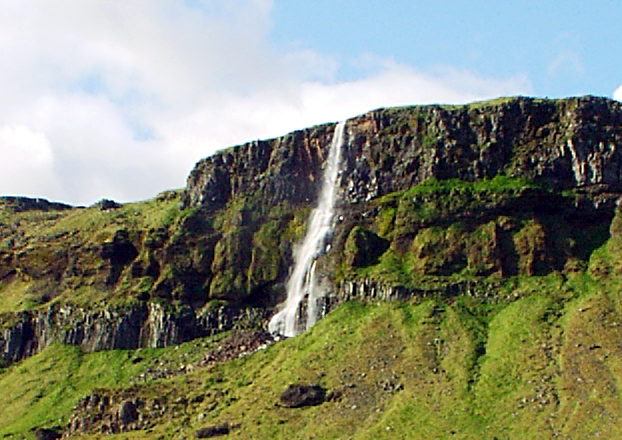
Peisaj din Islanda

- Danemarca
- Finlanda
- Islanda
- Norvegia
- Suedia
- Estonia
- Letonia
- Lituania

## Specificul geografic

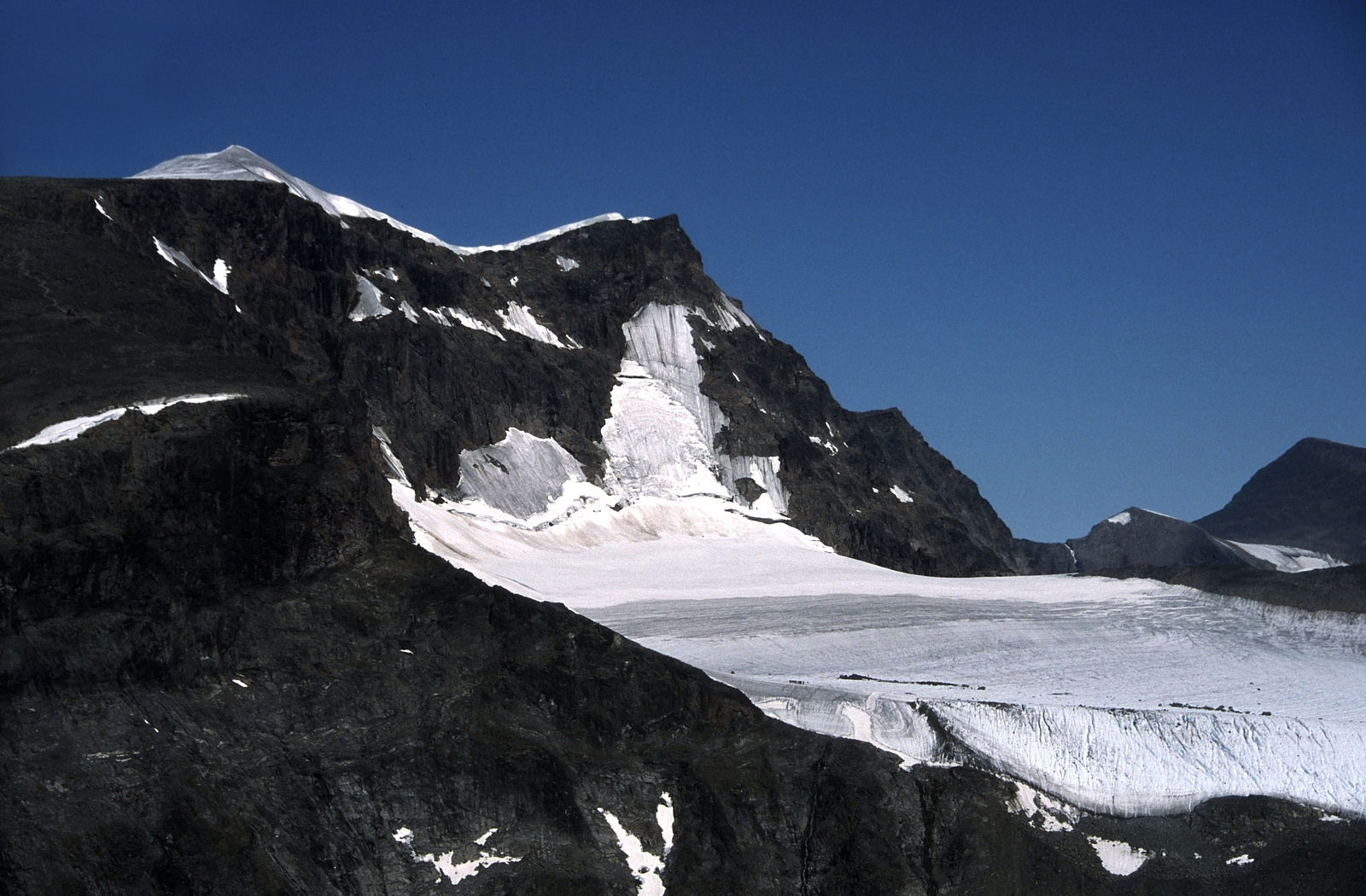
Munții Scandinaviei

Relieful. Peninsula Scandinavă este străbătută de Munții Scandinaviei care culminează la aproape 2500 m. și de o serie de platouri și câmpii erodate de ghețari. Țărmurile acestei zone sunt foarte crestate, în special în nord și vest, și sunt însoțite de numeroase insule. Cele mai mari insule se află ,însă, în afara acestei zone: Islanda și Groenlanda.În peisajul Europei Nordice se impun fiordurile, lacurile glaciare și în Islanda ghețarii.
Clima acestei regiuni este temperată în est, ușor moderată de curentul cald Gulf Stream (Curentul Atlanticului de Nord) și rece în nord. Precipitațiile sunt bogate în cea mai mare parte a Europei de Nord.
Rețeaua hidrografică este foarte bogată fiind formată dintr-o rețea de râuri scurte, cu un ridicat potențial energetic și din numeroase lacuri (cea mai mare concentrare din Europa). Râurile formează cascade datorită văilor glaciare aici aflându-se cele mai mari căderi de apă din Europa.
Vegetația. Elementul caracteristic al acesteia îl constituie pădurea (îndeosebi de conifere) cu excepția Islandei în care pădurile sunt aproape absente.
Populația și așezările omenești. Europa Nordică este cea mai puțin populată regiune a Europei; deși ocupă o întindere considerabilă, concentrează o populație redusă. În toate țările din această regiune ponderea populației urbane este peste media continentului depășind în unele locuri 85% din totalul populației (în Islanda, Danemarca și Suedia).

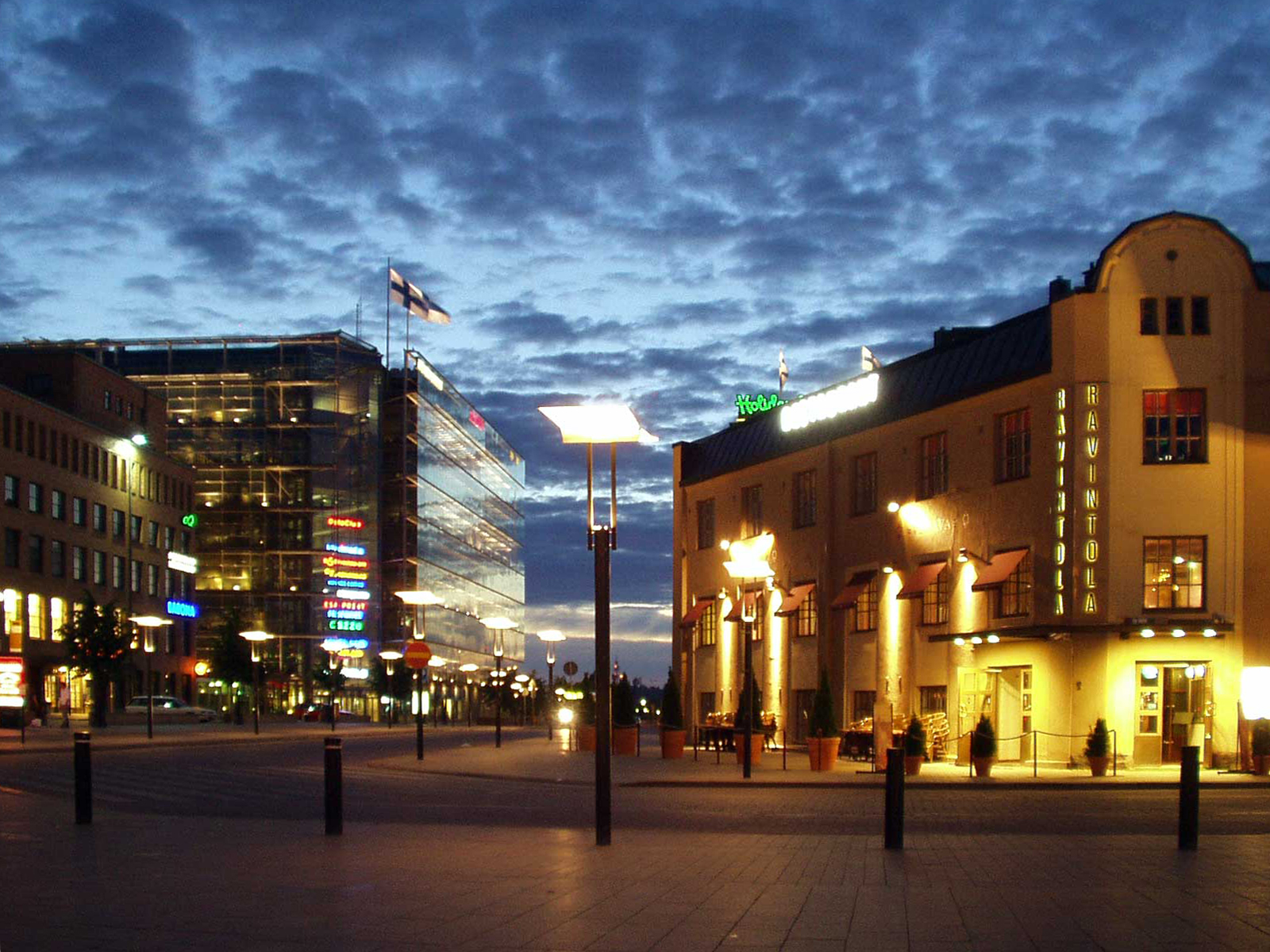
Orașul Helsinki

## Resurse naturale și industria
Europa Nordică dispune de unele zăcăminte de subsol, îndeosebi în Peninsula Scandinavă: petrol și gaze naturale (în principal în Norvegia), minereu de fier (în Suedia), minereuri neferoase (crom, nichel, cobalt ș.a.) în Finlanda. Dintre resursele de suprafață se remarcă pădurile de conifere, pășunile, potențialul hidroenergetic și spre deosebire în Islanda gheizerele și izvoarele termale.
Industria este în ansamblu bine dezvoltată. Toate țările din regiune au o producție însemnată de energie electrică, iar Norvegia se remarcă în domeniul exploatării și prelucrării hidrocarburilor. În această zonă predomină creșterea animalelor pentru carne (bovine, porcine), lapte (bovine, ovine) ori pentru pielicele (vizoni, lupi, etc.). În unele țări (Republicile Baltice, Suedia, Finlanda) se cultivă plante caracteristice regiunilor reci: cereale (orz, ovăz, secară), cartofi, sfeclă de zahăr.

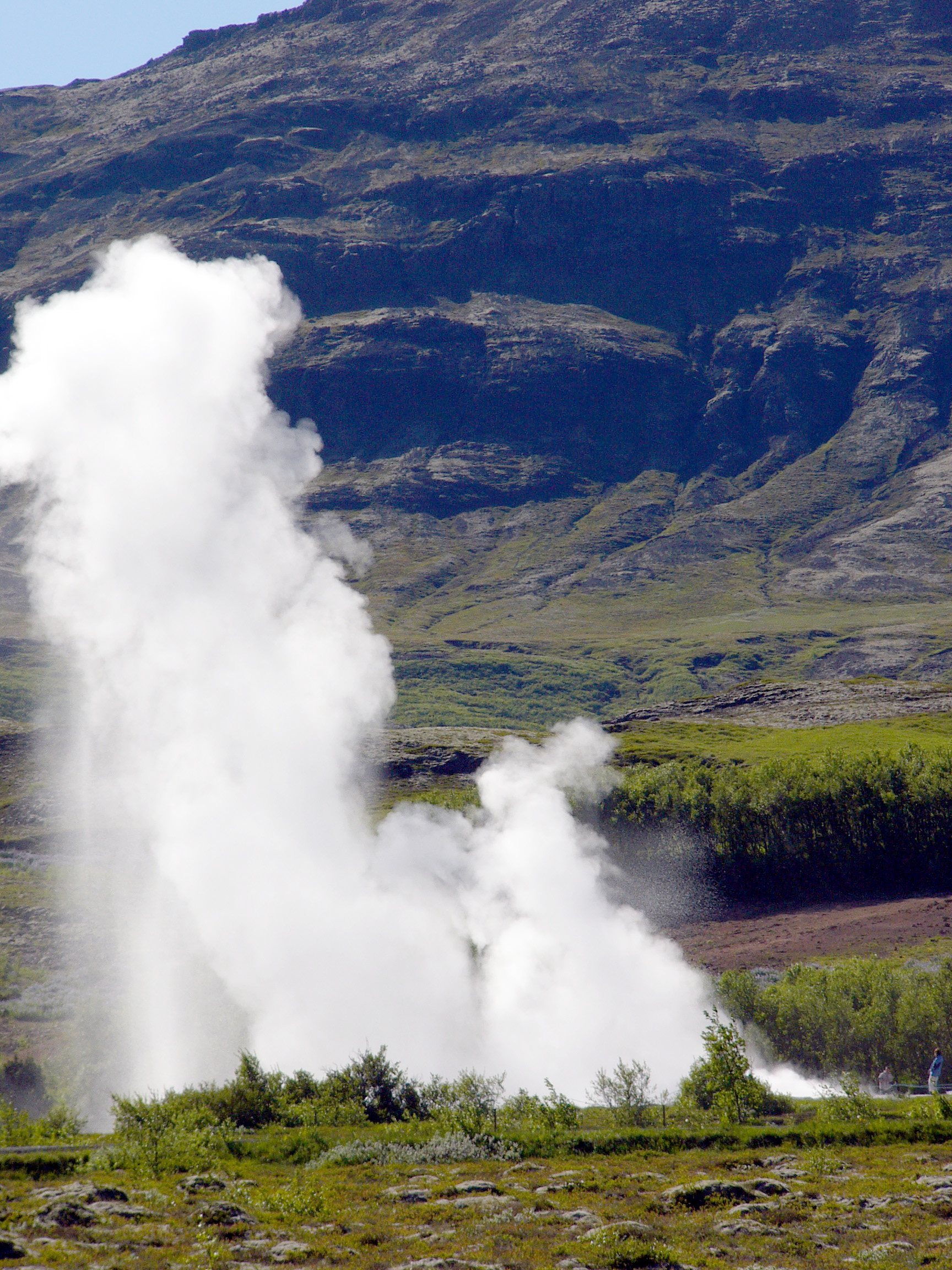
Gheizer în Islanda

## Transporturile și turismul
Deși există toate tipurile de transporturi, cele mai dezvoltate sunt cele maritime urmate de cele rutiere. Islanda este una dintre puținele țări europene care este lipsită de căi ferate. Unele aeroporturi precum cele din Copenhaga și Reykjavik, sunt importante pentru rutele transarctice.
Deși în ansamblu Europa Nordică este mai puțin vizitată decat alte regiuni ale continentului, dispune de o serie de atracții turistice: monumente istorice, arhitectonice și de artă, stațiuni de sporturi de iarnă și balneoclimaterice.

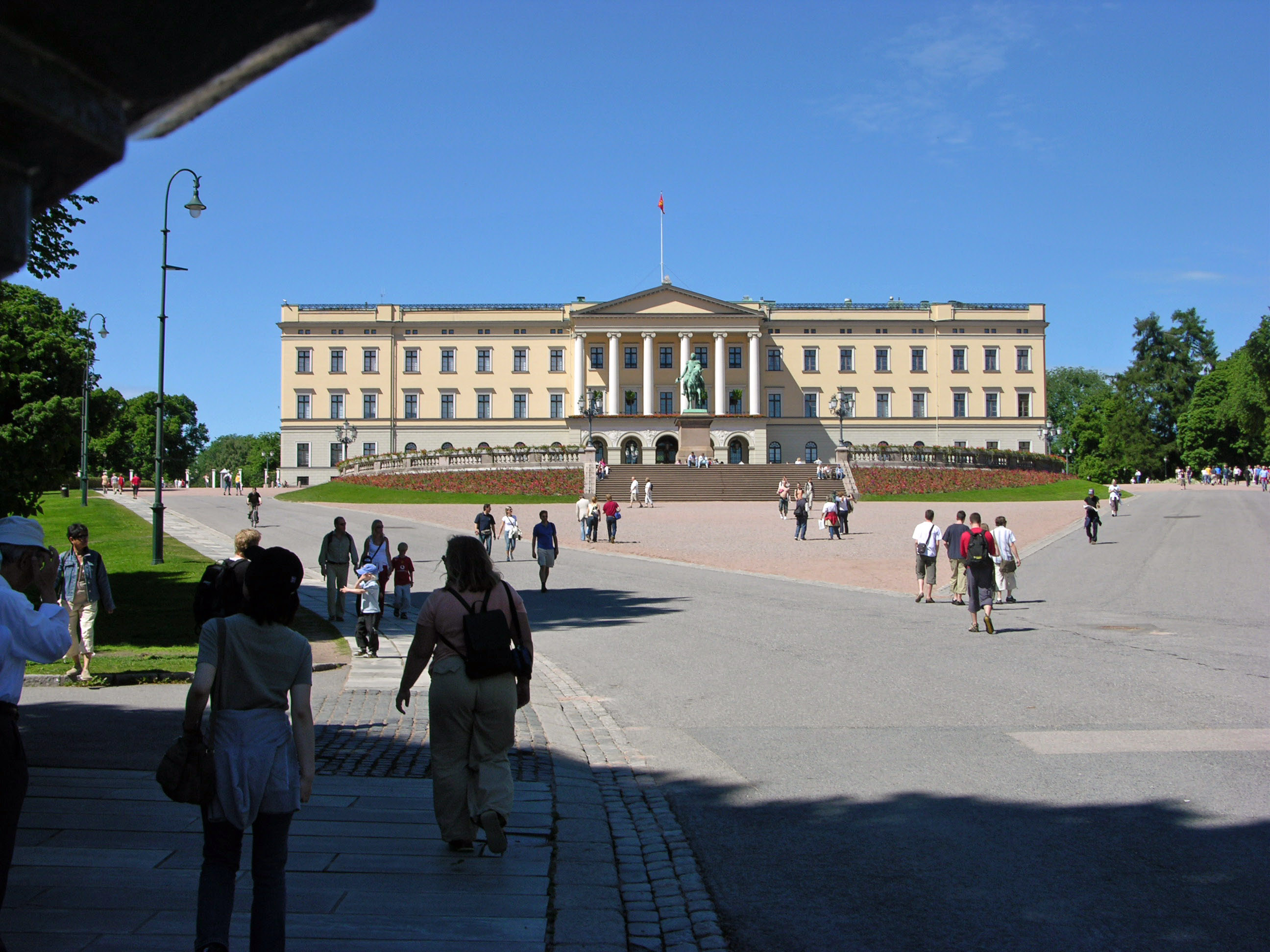
Palatul Regal din Oslo